# Iphiaulax rubrinervis
Iphiaulax rubrinervis är en stekelart som beskrevs av Cameron 1904. Iphiaulax rubrinervis ingår i släktet Iphiaulax och familjen bracksteklar. Inga underarter finns listade i Catalogue of Life.